# Kurt Priemel

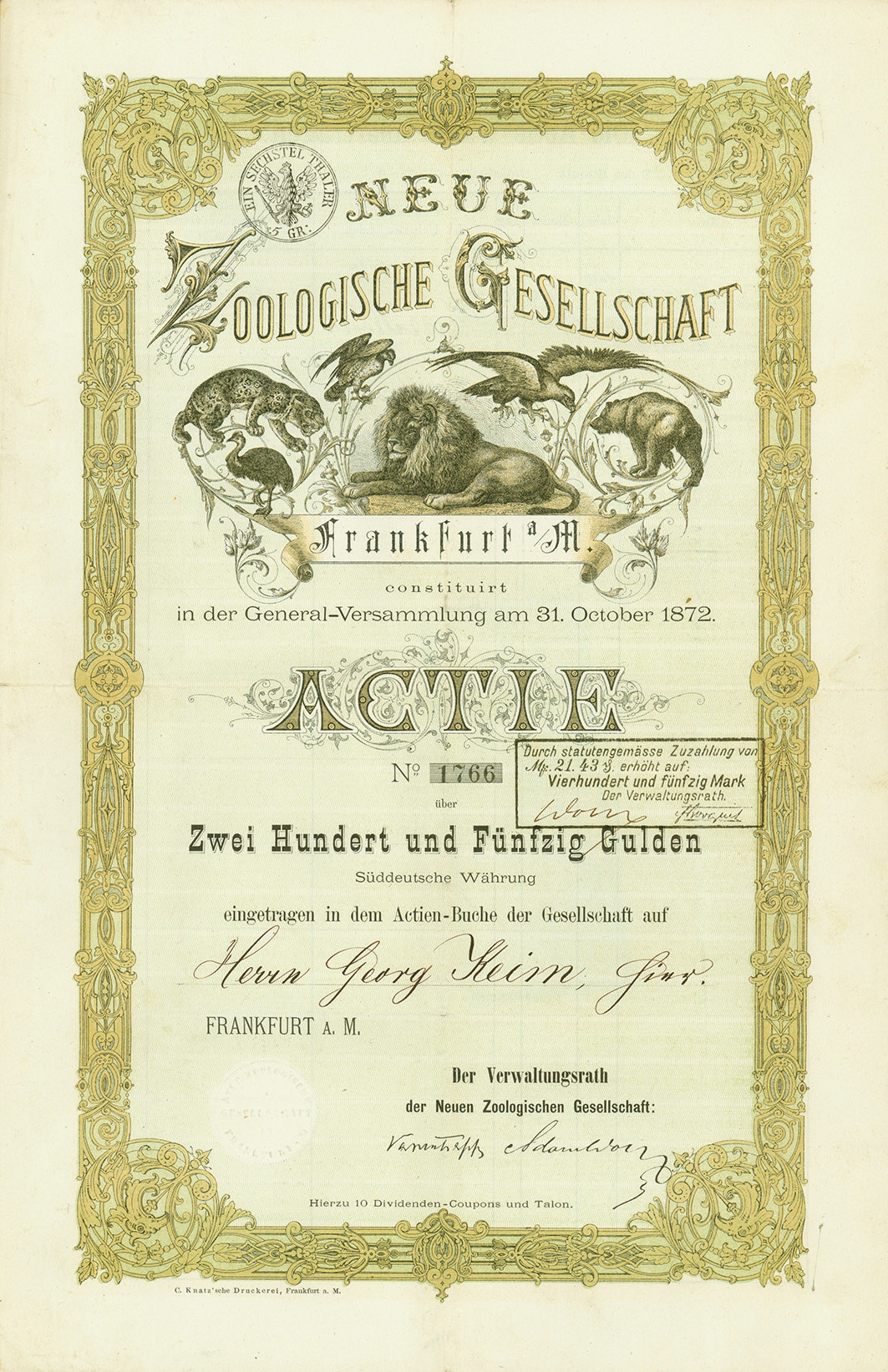
Aktie för Neue Zoologische Gesellschaft, utgiven den 31 oktober 1872

Kurt Priemel, född 22 juli 1880 i Freiburg i Schlesien (idag Świebodzice) i Polen, död 21 februari 1959 i Frankfurt am Main i Tyskland, var en tysk zoolog. Han var direktör för Frankfurts zoo 1908–1938.
Kurt Priemel studerade naturvetenskap i Breslau (nuvarande Wroclaw) och Bern med tyngdpunkt på geologi och paleontologi.

## Yrkeskarriär
I april 1908 blev Kurt Priemel vetenskaplig ledare för Frankfurts zoo och från 1913 ensam chef för verksamheten. 
År 1915 gick Frankfurts zoos ägare, Neue Zoologische Gesellschaft, i konkurs, varefter zooet övertogs av Frankfurts stad. Under sina 30 år i tjänst byggde Priemel upp den zoologiska trädgårdens anseende. Bland annat öppnades ett aphus. År 1935 blev Priemel den första ordföranden för Internationale Union von Direktoren Zoologischer Gärten.
Han tvingades 1938 avgå som chef för Frankfurts zoo av den nazistiska regimen, officiellt av hälsoskäl.

## Bevarande av visenter
Kurt Priemel tog initiativ till att 1923 grunda Internationale Gesellschaft zur Erhaltung des Wisents och utsågs till den förste ordföranden i föreningen. Föreningen upprättade under hans ledning, och under medverkan av bland andra Ludwig Zukowsky, vetenskaplig medarbetare på Tierparks Carl Hagenbeck i Hamburg, och Erna Mohr, den första Visentstamboken, vilken publiceraes i en första utgåva 1932.